# Sam Mendes
Samuel Alexander Mendes (født 1. august 1965) er en engelsk teater- og filminstruktør. Han er mest kendt for sin debutfilm American Beauty, som han fik en Oscar for bedste instruktør for. I 2000 blev Mendes Commander of The British Empire. Mendes har været gift med Kate Winslet.

## Filmografi
- 1999 – American Beauty – hans debut som instruktør. Mendes vandt en Golden Globe Award for filminstruktion og en Oscar for bedste instruktion for filmen.
- 2002 – Road to Perdition
- 2005 – Jarhead
- 2006 – Starter for Ten (producer)
- 2007 – The Kite Runner (producer)
- 2007 – Things We Lost in the Fire (producer)
- 2008 – Revolutionary Road
- 2012 – Skyfall
- 2015 – Spectre
- 2019 - 1917